# Из пакла (писмо)
Из пакла (енгл. From Hell) је писмо послано од стране познатог лондонског серијског убице Џека Трбосека и примљено 1888. Иако постоји много писама које је послано у полицију ово се сматра јединим аутентичним писмом правог Џека Трбосека. За разлику од писма Драги шефе и разгледнице Смели Џек, ово писмо није потписано са именом Џек Трбосек. Писмо је послато у малом пакету који је, као што су лекари утврдили, садржавао и половину људског бубрега сачуваног у алкохолу. Убица је извадио 1 бубрег Кетрин Едоуз. Многи мисле да је то била половина тог бубрега. Неки су службеници мислили да су бубрег набавили студенти медицине и послали га поштом као шалу. Оригинално писмо, као и бубрег који је дошао уз њега, изгубљен је заједно са још неким стварима из Трбосјековог полицијског досијеа. Могуће је да је и писмо и бубрег сачувао неки службеник као сувенир који ће га подсјећати на случај. Писмо је било упућено Џорџу Луску, председнику Витечапелског будног одбора, који је пазио на безбедност грађана за време убистава 1888.
Текст писма говори:
| From hell. Mr Lusk, Sor I send you half the Kidne I took from one woman and prasarved it for you tother piece I fried and ate it was very nise. I may send you the bloody knif that took it out if you only wate a whil longer signed Catch me when you can Mishter Lusk | Из пакла. Г. Луск, Господине, Шаљем вам пола бубрега који сам узео од једне жене и сачувао за вас. Други сам део испекао и појео; био је јако укусан. Можда вам пошаљем крвави нож који га је извадио, само ако будете још мало причекали Потписано Ухватите ме ако можете, господине Луск |